# Jean-Rabel
Jean-Rabel este o comună din arondismentul Môle-Saint-Nicolas, departamentul Nord-Ouest, Haiti, cu o suprafață de 488,13 km2 și o populație de 134.969 locuitori (2009).